# タイ中部

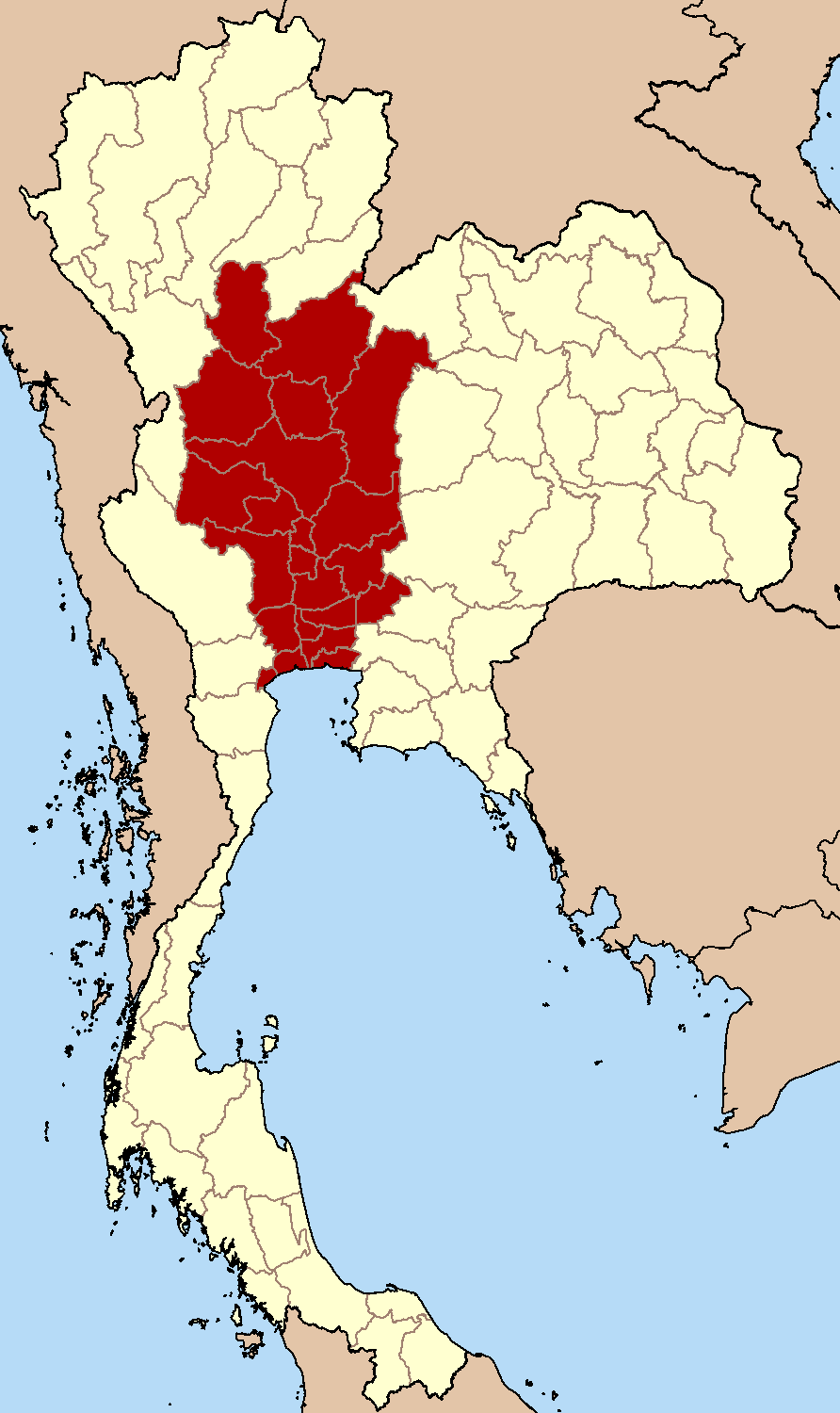
6区分に分けた場合のタイ中部

タイ中部 (ภาคกลาง) は、タイ王国の地方の一つ。日本でいう中国地方や関東地方等の区分と同様に地方行政体としての法人格は有していない。中央部で一つの場合もあるが、場合によっては東部・西部に分けられる。政治・経済・文化の中心である首都バンコクを有する。チャオプラヤー川を中央に有し平地で稲作に適しているため、古くからアユタヤ王朝・トンブリー王朝・チャクリー王朝を育んできた。チャクリー王朝時代に運河が発達した結果、中央部を中心に国内で消費される以上の米の生産が可能となり、タイを世界有数の米輸出国にした。文化の中心でもあり、通常「タイの文化」とは当地方の文化を指す。華人が一番多く住む地域でもある。

## 地域区分

### 中部

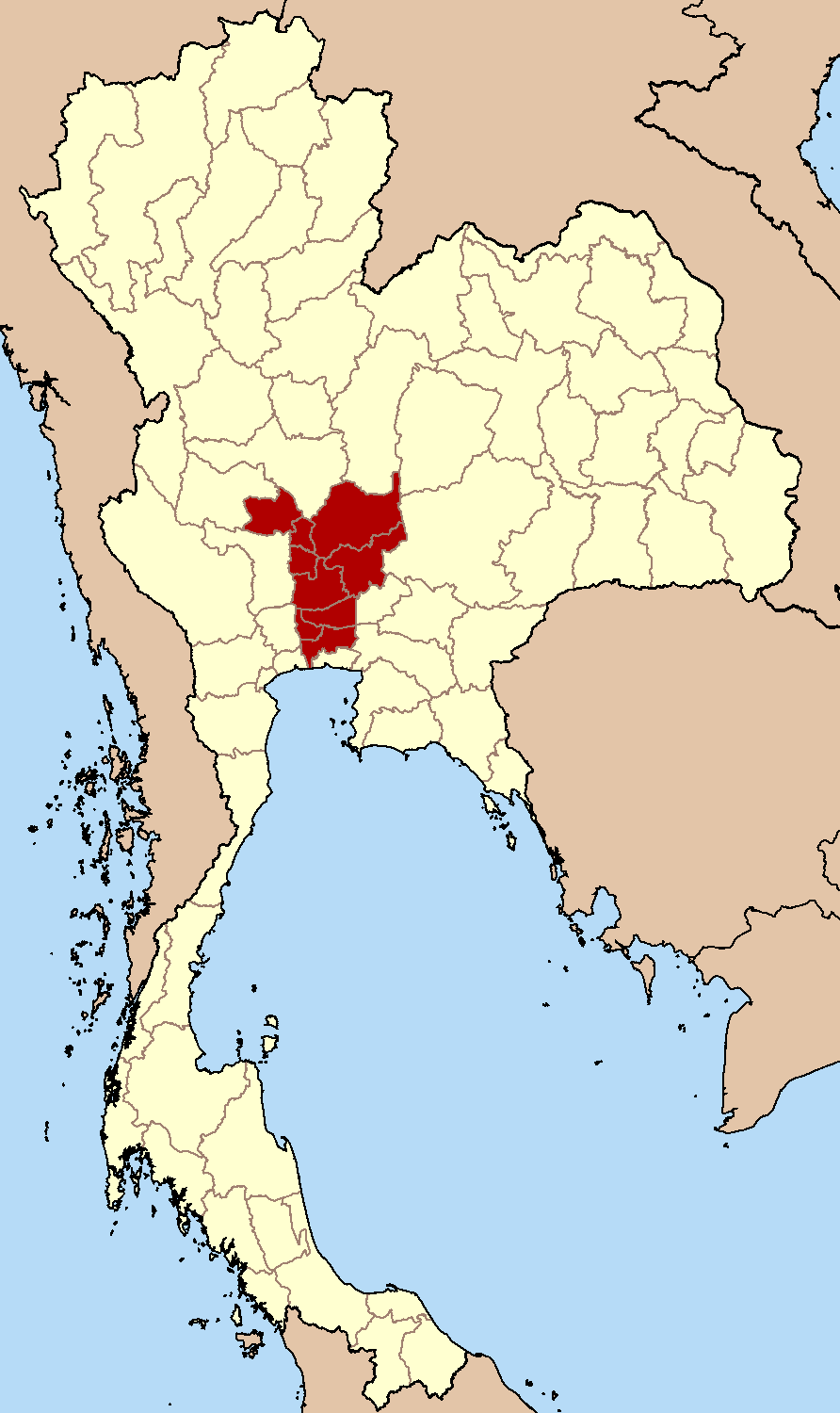
タイ中部の中部

- アーントーン県
- アユタヤ県
- バンコク ※
- チャイナート県
- ロッブリー県
- ナコーンナーヨック県
- ノンタブリー県 ※
- パトゥムターニー県 ※
- サムットプラカーン県 ※
- サラブリー県
- シンブリー県

### 西部

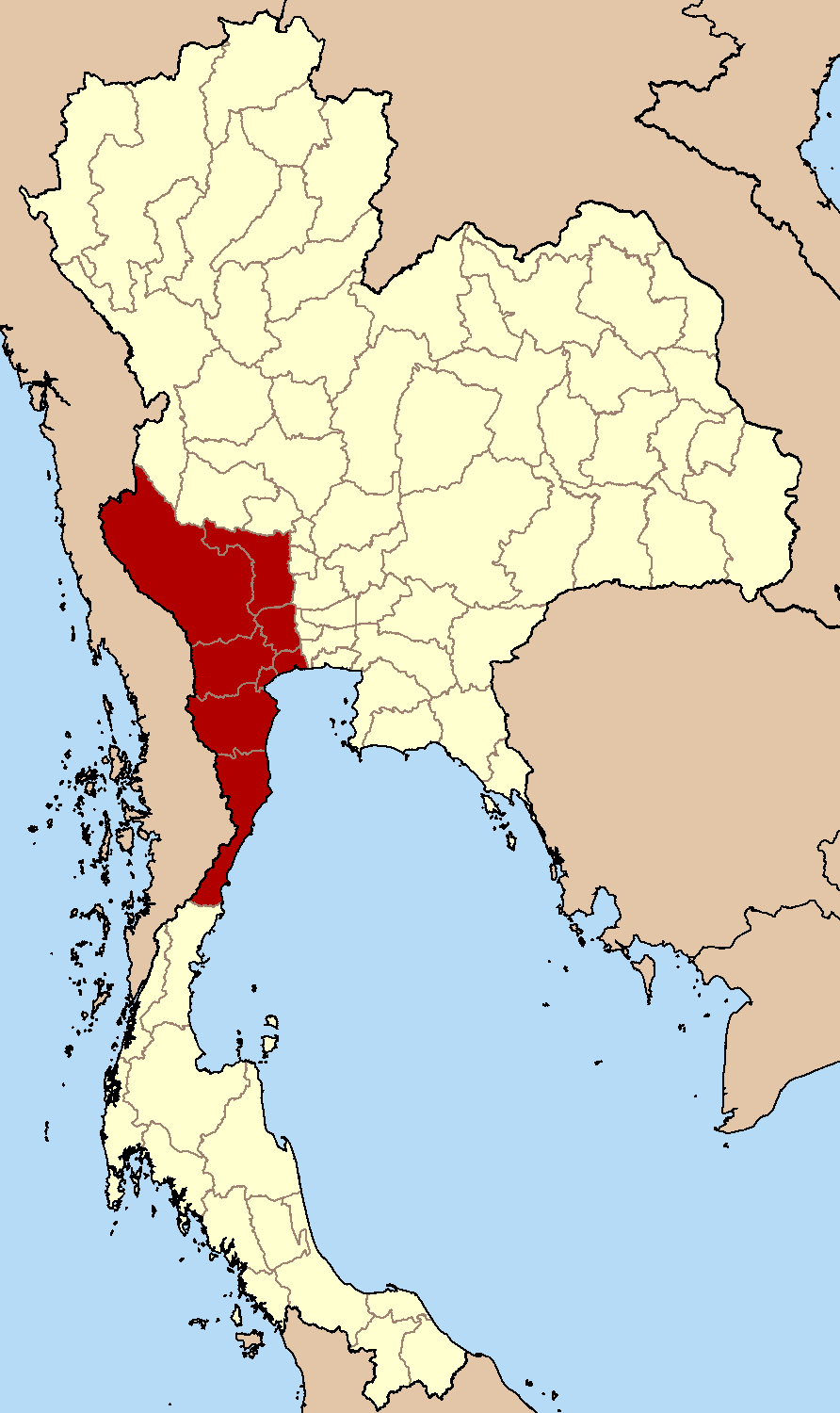
タイ中部の西部

- ナコーンパトム県 ※
- サムットサコーン県 ※
- ラーチャブリー県
- ペッチャブリー県
- プラチュワップキーリーカン県
- スパンブリー県
- カーンチャナブリー県
- サムットソンクラーム県

### 東部
- チャチューンサオ県
- チャンタブリー県
- チョンブリー県
- ラヨーン県
- プラーチーンブリー県
- サケーオ県
- トラート県

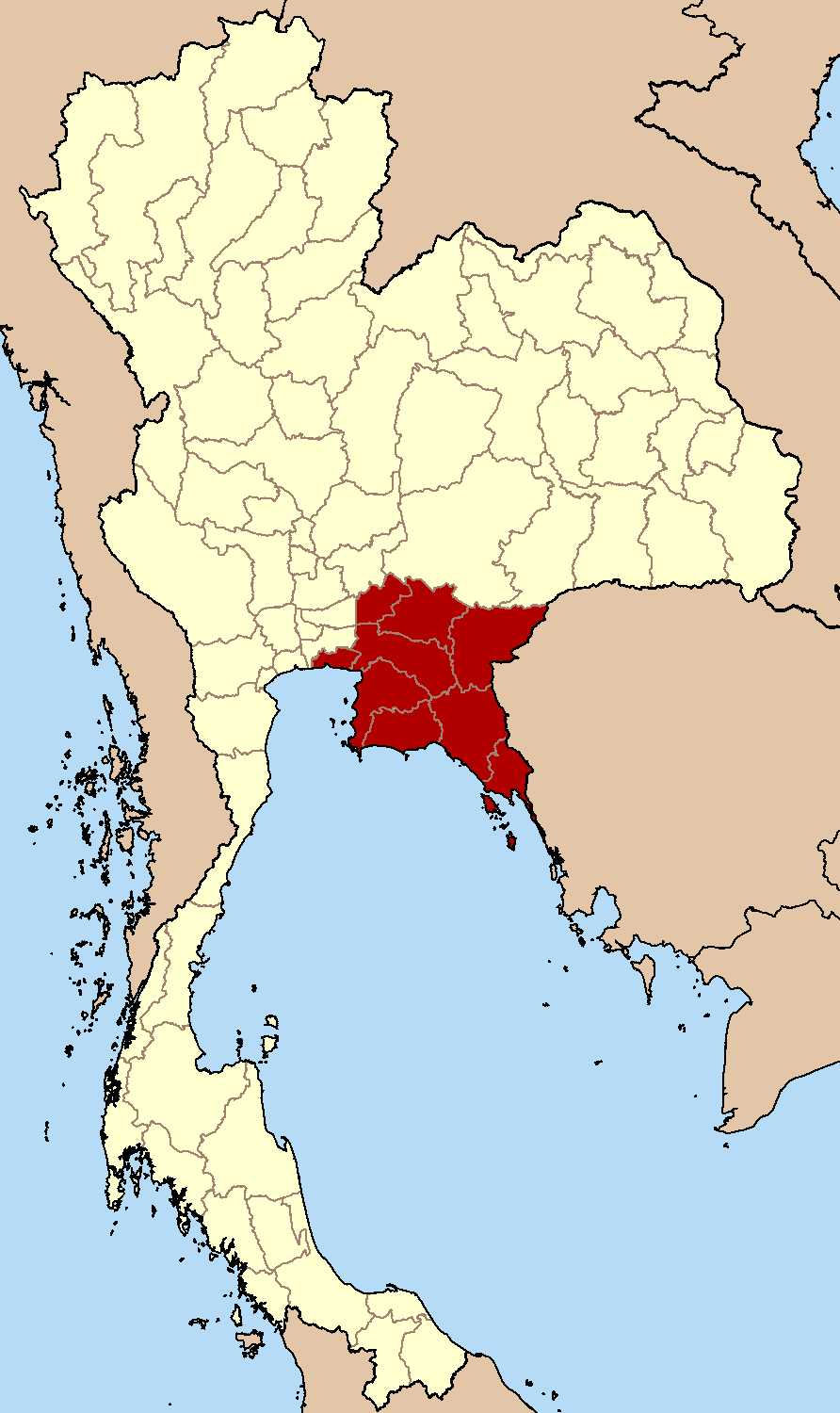
タイ中部の東部

県名の末尾に「※」が記載されている県は、バンコク首都圏を示す。